# 1867
1867 (MDCCCLXVII) var ett normalår som började en tisdag i den gregorianska kalendern och ett normalår som började en söndag i den julianska kalendern. Detta år hade en av de kallaste vintrarna och den kallaste uppmätta våren man känner till. Snön låg i söder oavbrutet till den 20 maj, i norr till den 3 juli, och sommaren dominerades av kraftiga regn och översvämningar samt 10–20 grader ända in i november. Orsaken var en tillfällig klimatförändring i den nordliga väderbalansen på grund av vulkanutbrott.

## Händelser

### Januari
- 15 januari – Den första svenska tvåkammarriksdagen sammanträder. Dess medlemmar hade till tre fjärdedelar tillhört den gamla ståndsriksdagen. Andra kammaren domineras av bönder, medan Första består av mycket rika personer, till och med exklusivare än Riddarhuset. Till en början är intresset för riksdagsvalen begränsat och valdeltagandet mycket lågt.
- 16 januari – Svenska Telegrambyrån (SvT), grundas. SvT är Sveriges första nyhetsbyrå.[1]

### Februari
- 17 februari – Första båten passerar genom Suezkanalen.

### Mars

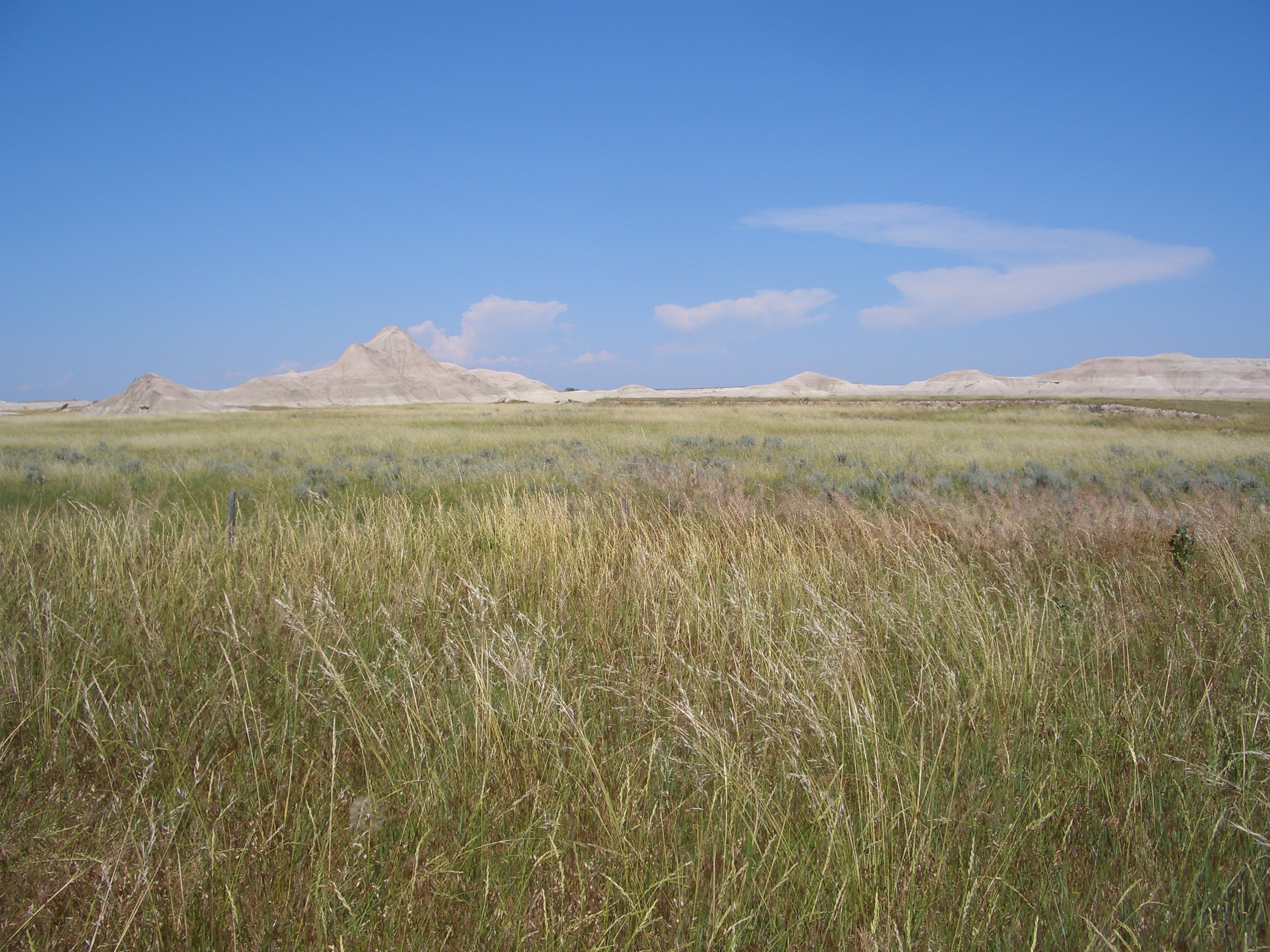
Nebraska

- 1 mars – Nebraska blir den 37:e delstaten att ingå i den amerikanska unionen.[2]
- 16 mars – Klassningssällskapet Germanischer Lloyd bildas.
- 27 mars – Peru överlämnar Acre till Bolivia då fördraget i Ayacucho skrivs på.[3]
- 29 mars – Brittiska Nordamerikaakten skapar Dominionen Kanada, känd som Kanadensiska konfederationen. Härmed enas Provinsen Kanada (Québec och Ontario), New Brunswick, och Nova Scotia från 1 juli. Ottawa blir huvudstad, och John A. Macdonald blir Kanadas första premiärminister.

- 30 mars

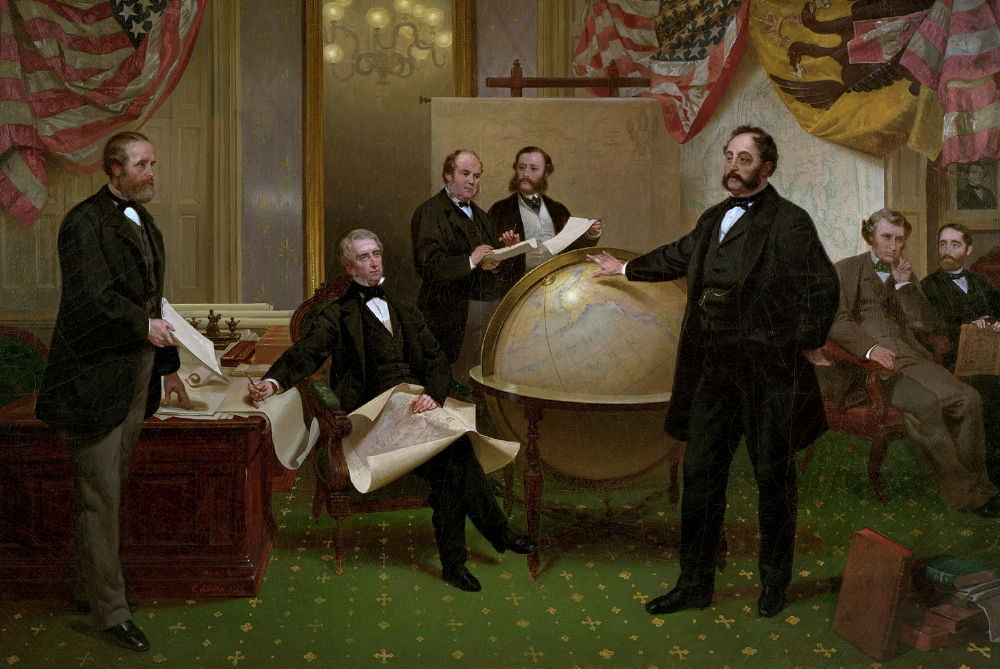
Alaskaköpet

Österrike-Ungern

  - USA köper Alaska (Ryska Amerika) av Ryssland för 7,2 miljoner dollar.[4]
  - Kejsardömet Österrike bildar Österrike-Ungern i det så kallade Ausgleich.

### Maj
- 11 maj – Hertigdömet Limburg införlivas i Nederländerna.[5]

### Juni
- 13 juni – Amerikanska soldater landstiger på Formosa och bränner hyddor som vedergällning för mordet på männen från ett förlist amerikanskt fartyg.[6]

### Juli
- 1 juli – Dominionen Kanada skapas genom den Brittiska Nordamerikaakten 1867.[7]

### Augusti
- 1 augusti – Akademiska sjukhuset i Uppsala invigs.[8]

### Oktober
- 1 oktober – Järnvägen mellan Arboga och Köping invigs som en del av planerade Köping-Hults Järnväg.
- 18 oktober (NS) – USA tar över Alaska från Ryssland efter köpet, och julianska kalendern ersätts av gregorianska kalendern.

### Okänt datum
- Amerikanska marinsoldater ockuperar Managua och León i Nicaragua.[6]
- Den moderna rosen föds, med introduceringen av Rosa 'La France' av Jean-Baptiste Guillot.[9][10]
- I Sverige utkommer "Folkskolans sångbok" av Fredrik Sandberg.
- Det svenska Lantmannapartiet bildas av greve Arvid Posse, Emil Key och Carl Ifvarsson och samlar i första hand Andra kammarens bönder. (Partier är vid den här tiden en sammanslutning av olika grupperingar i riksdagen och inte därutanför, varför man alltså inte bedriver några valkampanjer.) Lantmannapartiet arbetar för sparsamhet med statens medel, nedbantning av militären och byråkratin samt en omfördelning av skattetrycket.
- Publicisten Adolf Hedin framträder som ledare för ett nyliberalt parti i Andra kammaren.
- Alfred Nobel får patent på sin uppfinning dynamiten.
- Skörden fryser och regnar bort, och Sveriges sista betydande missväxt utbryter, framförallt i Norrland, med hungersnöd som följd. I Tornedalen benämns året lavåret.
- En särskild svensk sjökrigsskola inrättas.
- De svenska järnvägarna förenas till ett sammanhängande nät med en sammanbindningsbana genom centrala Stockholm.
- Den första roddtävlingen inför publik i Stockholm äger rum.
- Karl Marx publicerar första delen av Kapitalet.

## Födda

### Första kvartalet

#### Januari
- 8 januari – Emily Greene Balch, amerikansk författare, mottagare av Nobels fredspris 1946. (död 1961)
- 14 januari – James H. Hughes, amerikansk demokratisk politiker, senator 1937–1943. (död 1953)
- 17 januari – Carl Laemmle, tysk-amerikansk filmproducent. (död 1939)
- 21 januari – Ludwig Thoma, tysk författare. (död 1921)
- 25 januari – Adelaide Cabete, portugisisk kvinnorättsaktivist. (död 1935)

#### Februari
- 7 februari – Laura Ingalls Wilder, amerikansk författare. (död 1957)
- 8 februari – Kirtland I. Perky, amerikansk demokratisk politiker och jurist, senator 1912–1913. (död 1939)
- 10 februari – Holm O. Bursum, amerikansk republikansk politiker, senator 1921–1925. (död 1953)
- 13 februari – Harold Mahony, irländsk tennisspelare. (död 1905)
- 27 februari – Wilhelm Peterson-Berger, svensk kompositör och musikskriftställare. (död 1942)

#### Mars
- 5 mars – Victor Ségoffin, fransk skulptör. (död 1925)
- 14 mars – Kurt Eisner, tysk socialistisk politiker och revolutionsledare. (död 1919)
- 21 mars – Florenz Ziegfeld, amerikansk teaterproducent. (död 1932)
- 29 mars – Cy Young, amerikansk basebollspelare. (död 1955)

### Andra kvartalet

#### April
- 9 april – Chris Watson, australisk politiker, premiärminister 1904. (död 1941)
- 16 april – Wilbur Wright, amerikansk flygpionjär. (död 1912)
- 17 april – Sten Konow, norsk orientalist. (död 1948)

#### Maj
- 3 maj – Carrie Martyn, engelsk kristen socialist, fackföreningsorganisatör och guvernant.
- 15 maj – Gustaf Eliasson, svensk grosshandlare och politiker (liberal).
- 21 maj – Augustus O. Stanley, amerikansk demokratisk politiker.
- 26 maj – Mary av Teck, drottning av Storbritannien 1910–1936 (gift med Georg V)
- 29 maj – Charles A. Rawson, amerikansk republikansk politiker och affärsman, senator 1922.

#### Juni
- 2 juni – Erkki Kaila, ärkebiskop i Evangelisk-lutherska kyrkan i Finland 1935–1944. (död 1944)
- 4 juni – Gustaf Mannerheim, finländsk militär och statsman, Finlands president 1944–1946. (död 1951)
- 8 juni
  - Dagny Juel, norsk författare. (död 1901)
  - Frank Lloyd Wright, amerikansk arkitekt. (död 1959)
- 23 juni – Samuel Clason, svensk riksarkivarie och politiker. (död 1925)

### Tredje kvartalet

#### Juli
- 1 juli – Max av Baden, prins av Baden och tysk politiker; rikskansler 3 oktober-9 november 1918.
- 8 juli – Käthe Kollwitz, tysk konstnär.

#### Augusti
- 3 augusti – Stanley Baldwin, brittisk politiker, premiärminister i tre omgångar: 1923–1924, 1924–1929 och 1935–1937.
- 7 augusti – Emil Nolde, tysk expressionistisk målare.
- 22 augusti – Herbert E. Hitchcock, amerikansk demokratisk politiker, senator 1936–1938.
- 23 augusti – Marcel Schwob, fransk författare. (död 1905)

#### September
- 18 september – John Leonard Brolin, svensk dekorationsmålare.
- 26 september – Friedel J. Pick, tjeckisk-österrikisk läkare.
- 29 september – Walther Rathenau, tysk industriman och politiker.

### Fjärde kvartalet

#### Oktober
- 2 oktober
  - Theodore F. Green, amerikansk demokratisk politiker, guvernör i Rhode Island 1933–1937, senator 1937-1961.
  - Nilo Peçanha, Brasiliens president 1909–1910.

#### November
- 5 november – Max Wilms, tysk läkare.
- 7 november – Marie Curie, fransk fysiker och kemist, nobelpristagare 1903 och 1911[11].
- 13 november – Theodor Hansén, svensk lantbrukare och politiker (frisinnad).
- 16 november – William F. Kirby, amerikansk demokratisk politiker och jurist, senator 1916–1921.
- 18 november – Eugenie Beskow-Heerberger, svensk barnboksförfattare.
- 24 november – Frank L. Smith, amerikansk republikansk politiker.
- 26 november – Halvord Lydell, svensk privatlärare.

#### December
- 1 december – Robert P. Lamont, amerikansk politiker och affärsman.
- 4 december – Elvira Madigan, dansk cirkusartist.
- 5 december – Józef Piłsudski, polsk politiker, president efter frigörelsen 1918.
- 10 december – Beda Stjernschantz, finländsk målare.
- 29 december – Mortimer Peterson, svensk filmproducent.
- 30 december – Simon Guggenheim, amerikansk republikansk politiker, affärsman och filantrop, senator 1907–1913.

### Okänt datum
- Cirka 1867 – Scott Joplin, amerikansk musiker och kompositör[12].

## Avlidna

### Första kvartalet

#### Januari
- 30 januari
  - Ezekiel F. Chambers, 78, amerikansk politiker och jurist, senator 1826–1834.
  - Komei, 35, japansk kejsare 1846–1867.

#### Februari
- 3 februari – Maximilian zu Wied-Neuwied, 84, tysk upptäcktsresande.

#### Mars
- 6 mars – Peter von Cornelius, 83, tysk målare.

### Andra kvartalet

#### April
- 18 april – Robert Smirke, 86, brittisk arkitekt.
- 25 april – Isak Georg Stenman, 51, svensk författare.

#### Maj
- 12 maj – Eduard Gerhard, 71, tysk arkeolog.

#### Juni
- 27 juni – Karl Sederholm, 78, finländsk präst och författare.

### Tredje kvartalet

#### Juli
- 19 juli – Ferdinand Maximilian, 34, ärkehertig av Österrike, senare kejsare av Mexiko 1863–1867 (avrättad).

#### Augusti
- 3 augusti – August Boeckh, 81, tysk klassisk filolog och arkeolog.
- 19 augusti – William B. Campbell, 60, amerikansk politiker.
- 24 augusti – Thomas Brown, 81, amerikansk politiker (whig), guvernör i Florida 1849–1853.
- 25 augusti – Michael Faraday, 75, brittisk fysiker och kemist.
- 31 augusti – Charles Baudelaire, 46, fransk författare och kritiker.

#### September
- 3 september – James A. McDougall, 49, amerikansk demokratisk politiker, senator 1861-1867.

### Fjärde kvartalet

#### Oktober
- 9 oktober – Ignacy Feliks Dobrzyński, 60, polsk pianist.

#### November
- 5 november – Leopoldo O'Donnell, 58, spansk militär och statsman.

#### December
- 2 december – Giuseppe Bofondi, 72, italiensk kardinal.
- 6 december – Giovanni Pacini, 71, italiensk operatonsättare.
- 9 december – Pauline de Bassano, 53, fransk hovfunktionär.

### Fotnoter
1. ↑  ”Nordisk familjebok”. https://runeberg.org/nfch/0416.html.
2. ↑  ”World Statesmen (läst 3 april 2011)”. http://www.worldstatesmen.org/US_states_F-K.html#Nebraska.
3. ↑  ”World Statesmen”. http://www.worldstatesmen.org/Bolivia.html.
4. ↑  ”Det hände i dag”. http://webnews.textalk.com/se/calendar.php?id=9747&type=month&ds=20100330&list=true.
5. ↑  ”World Statesmen”. http://www.worldstatesmen.org/Netherlands.htm#Limburg. Läst 5 april 2011.
6. 1 2  ”USA:s militära insatser i utlandet 1798-2004”. Arkiverad från originalet den 9 december 2013. https://web.archive.org/web/20131209174005/http://www.history.navy.mil/library/online/forces.htm. Läst 30 januari 2011.
7. ↑  ”World Statesmen”. http://www.worldstatesmen.org/Canada.html.
8. ↑  ”Akademiska sjukhuset - Sjukhusets äldsta byggnad (läst 3 april 2011)”. Arkiverad från originalet den 30 mars 2008. https://web.archive.org/web/20080330183815/http://www.akademiska.se/templates/page____36429.aspx.
9. ↑  Hessayon, D.G.. The Rose Expert. Mohn Media Mohndrunk. sid. 9
10. ↑  ”La France: Hybrid Tea Rose”. Arkiverad från originalet den 22 september 2009. https://www.webcitation.org/5jxxJC7nI?url=http://www.rosegathering.com/lafrance.html. Läst 19 september 2009.
11. ↑  ”Det hände i dag”. http://webnews.textalk.com/se/calendar.php?id=9747&type=month&ds=20101107&list=true.
12. ↑  ”A Biography of Scott Joplin”. The Scott Joplin International Ragtime Foundation. Arkiverad från originalet den 24 februari 2007. https://web.archive.org/web/20070224171910/http://www.scottjoplin.org/biography.htm.